# Джоді Шектер
Джоді Давід Шектер (англ. Jody David Scheckter, нар. 29 січня 1950, Іст-Лондон, Південно-Африканська Республіка) — південноафриканський автогонщик, чемпіон світу з автоперегонів у класі Формула-1 (1979) та Формула-5000 (1973), учасник гоночних серій Formula Ford, Британська Формула-3 та Формула-2.
Нині займається органічним землеробством. Є власником ферми «Laverstoke Park» у Гемпширі, Велика Британія.
Брат Яна Шектера. Батько Тобі та Томаса Шектерів.